# 2602 Moore
2602 Moore è un asteroide della fascia principale. Scoperto nel 1982, presenta un'orbita caratterizzata da un semiasse maggiore pari a 2,3838439 au e da un'eccentricità di 0,1072116, inclinata di 5,54311° rispetto all'eclittica.
L'asteroide è dedicato all'astronomo britannico Patrick Moore.
Nel 2016 ne è stata ipotizzata la probabile natura binaria, senza tuttavia assegnare un nome pur provvisorio al satellite. Le due componenti del sistema, distanti tra loro 22 km, avrebbero dimensioni di circa 9,2 e 2,6 km. Il satellite orbiterebbe attorno al corpo principale in 1,14396 giorni.